# Christian Karembeu
Christian Karembeu (Lifou, 3 dicembre 1970) è un dirigente sportivo ed ex calciatore francese, di ruolo centrocampista, consulente strategico dell'Olympiacos. Campione d'Europa e del mondo nel 1998, rispettivamente con il Real Madrid e la nazionale francese.

## Biografia
È nato da una numerosa famiglia canaca originaria di Lifou, nella Nuova Caledonia. È stato sposato dal 1996 al 2011 con la modella slovacca Adriana Sklenaříková.

## Carriera

### Giocatore

#### Club

Karembeu alla Sampdoria nel 1995

Ha iniziato la sua carriera di calciatore al Nantes nel campionato di calcio francese, dove ha giocato dal 1990 al 1995. Trasferitosi in Italia, è approdato alla Sampdoria per 7 miliardi di lire.
Passato al Real Madrid nel gennaio del 1998, vinse la UEFA Champions League nel 1998 e nel 2000.
Dopo questo successo, passò al Middlesbrough in Premier League, dove rimase un solo anno, prima di trasferirsi all'Olympiakos, rimanendovi fino al 2004, quando approdò al Servette, che lo cedette poi in prestito al Bastia, la sua ultima squadra prima del ritiro avvenuto nel 2005.

#### Nazionale
Negli anni a Nantes, esordì nel 1992 con la nazionale francese. In maglia Bleus conquistò il campionato del mondo 1998 e partecipò poi al vittorioso campionato d'Europa 2000, disputando una partita.

Karembeu (accosciato, secondo da destra) in nazionale nel 1994

Coi Coqs ha giocato 53 partite, segnando un gol; l'ultima sua apparizione internazionale risale al 27 marzo 2002. Non ha mai cantato l'inno nazionale francese in campo, ricordando che due suoi zii furono esposti in uno "zoo umano" nell'Esposizione Coloniale di Parigi del 1931.

### Dopo il ritiro
Nel 1999 ha fondato assieme al compagno di squadra ai tempi del Middlesbrough, Gianluca Festa, e all'amico d'infanzia di quest'ultimo, Andrea Picciau, l'azienda di abbigliamento sportivo A-Line; essa però dopo alcuni anni molto produttivi è fallita nel 2013, lasciandosi dietro strascichi giudiziari con i due soci in affari.
Il 9 dicembre 2005 ha rappresentato l'OFC ai sorteggi per il campionato del mondo 2006 a Lipsia. Dall'anno seguente è diventato commentatore sportivo per diverse emittenti televisive francesi,; inoltre è stato il conduttore de L'isola del campione (Des Îles et des Hommes), una serie di documentari sulle isole tropicali di cui lui stesso è originario, diffusi sulla rete francese Planète nel 2010 e 2011.
Nel marzo 2019 viene scelto come ambasciatore per il campionato d'Europa 2020.

## Statistiche

### Presenze e reti nei club
| Stagione            | Squadra            | Campionato         | Campionato | Campionato | Coppe nazionali | Coppe nazionali | Coppe nazionali | Coppe continentali | Coppe continentali | Coppe continentali | Altre coppe | Altre coppe | Altre coppe | Totale | Totale |
| Stagione            | Squadra            | Comp               | Pres       | Reti       | Comp            | Pres            | Reti            | Comp               | Pres               | Reti               | Comp        | Pres        | Reti        | Pres   | Reti   |
| ------------------- | ------------------ | ------------------ | ---------- | ---------- | --------------- | --------------- | --------------- | ------------------ | ------------------ | ------------------ | ----------- | ----------- | ----------- | ------ | ------ |
| 1990-1991           | Nantes             | D1                 | 4          | 0          | CF              | 1               | 0               | -                  | -                  | -                  | -           | -           | -           | 5      | 0      |
| 1991-1992           | Nantes             | D1                 | 28         | 0          | -               | -               | -               | -                  | -                  | -                  | -           | -           | -           | 28     | 0      |
| 1992-1993           | Nantes             | D1                 | 35         | 2          | CF              | 6               | 1               | -                  | -                  | -                  | -           | -           | -           | 41     | 3      |
| 1993-1994           | Nantes             | D1                 | 29         | 0          | CF              | 4               | 0               | CU                 | 2                  | 0                  | -           | -           | -           | 35     | 0      |
| 1994-1995           | Nantes             | D1                 | 34         | 3          | CF+CdL          | 1+2             | 0+0             | CU                 | 7                  | 0                  | -           | -           | -           | 44     | 3      |
| Totale Nantes       | Totale Nantes      | Totale Nantes      | 130        | 5          |                 | 12+2            | 1+0             |                    | 9                  | 0                  |             | -           | -           | 153    | 6      |
| 1995-1996           | Sampdoria          | A                  | 32         | 5          | CI              | 2               | 0               | -                  | -                  | -                  | -           | -           | -           | 34     | 5      |
| 1996-1997           | Sampdoria          | A                  | 30         | 1          | CI              | 2               | 0               | -                  | -                  | -                  | -           | -           | -           | 32     | 1      |
| Totale Sampdoria    | Totale Sampdoria   | Totale Sampdoria   | 62         | 6          |                 | 4               | 0               |                    | -                  | -                  |             | -           | -           | 66     | 6      |
| 1997-1998           | Real Madrid        | PD                 | 16         | 0          | CR              | 2               | 0               | UCL                | 5                  | 3                  | -           | -           | -           | 23     | 3      |
| 1998-1999           | Real Madrid        | PD                 | 20         | 0          | CR              | 5               | 0               | UCL                | 5                  | 0                  | SU          | 1           | 0           | 31     | 0      |
| 1999-2000           | Real Madrid        | PD                 | 15         | 0          | CR              | 5               | 0               | UCL                | 5                  | 1                  | Cmc         | 3           | 0           | 28     | 1      |
| Totale Real Madrid  | Totale Real Madrid | Totale Real Madrid | 51         | 0          |                 | 12              | 0               |                    | 15                 | 4                  |             | 4           | 0           | 82     | 4      |
| 2000-2001           | Middlesbrough      | PL                 | 33         | 4          | FACup+CdL       | 2+1             | 0+0             | -                  | -                  | -                  | -           | -           | -           | 36     | 4      |
| 2001-2002           | Olympiacos         | AE                 | 24         | 1          | CG              | 9               | 1               | UCL                | 6                  | 0                  | -           | -           | -           | 39     | 2      |
| 2002-2003           | Olympiacos         | AE                 | 22         | 2          | CG              | 6               | 0               | UCL                | 6                  | 0                  | -           | -           | -           | 34     | 2      |
| 2003-2004           | Olympiacos         | AE                 | 22         | 0          | CG              | 8               | 0               | UCL                | 6                  | 0                  | -           | -           | -           | 36     | 0      |
| Totale Olympiakos   | Totale Olympiakos  | Totale Olympiakos  | 68         | 3          |                 | 23              | 1               |                    | 18                 | 0                  |             | -           | -           | 109    | 4      |
| lug. 2004-gen. 2005 | Servette           | PD                 | 12         | 0          | CS              | 2               | 0               | CU                 | 0                  | 0                  | -           | -           | -           | 14     | 0      |
| gen.-giu. 2005      | Bastia             | L1                 | 7          | 0          | -               | -               | -               | -                  | -                  | -                  | -           | -           | -           | 7      | 0      |
| Totale carriera     | Totale carriera    | Totale carriera    | 363        | 18         |                 | 58              | 2               |                    | 42                 | 4                  |             | 4           | 0           | 467    | 24     |

### Cronologia presenze e reti in nazionale
| Cronologia completa delle presenze e delle reti in nazionale ― Francia | Cronologia completa delle presenze e delle reti in nazionale ― Francia | Cronologia completa delle presenze e delle reti in nazionale ― Francia | Cronologia completa delle presenze e delle reti in nazionale ― Francia | Cronologia completa delle presenze e delle reti in nazionale ― Francia | Cronologia completa delle presenze e delle reti in nazionale ― Francia | Cronologia completa delle presenze e delle reti in nazionale ― Francia | Cronologia completa delle presenze e delle reti in nazionale ― Francia |
| Data                                                                   | Città                                                                  | In casa                                                                | Risultato                                                              | Ospiti                                                                 | Competizione                                                           | Reti                                                                   | Note                                                                   |
| ---------------------------------------------------------------------- | ---------------------------------------------------------------------- | ---------------------------------------------------------------------- | ---------------------------------------------------------------------- | ---------------------------------------------------------------------- | ---------------------------------------------------------------------- | ---------------------------------------------------------------------- | ---------------------------------------------------------------------- |
| 14-11-1992                                                             | Parigi                                                                 | Francia                                                                | 2 – 1                                                                  | Finlandia                                                              | Qual. Mondiali 1994                                                    | -                                                                      |                                                                        |
| 16-2-1994                                                              | Napoli                                                                 | Italia                                                                 | 0 – 1                                                                  | Francia                                                                | Amichevole                                                             | -                                                                      |                                                                        |
| 22-3-1994                                                              | Lione                                                                  | Francia                                                                | 3 – 1                                                                  | Cile                                                                   | Amichevole                                                             | -                                                                      |                                                                        |
| 26-5-1994                                                              | Kōbe                                                                   | Francia                                                                | 1 – 0                                                                  | Australia                                                              | Kirin Cup 1994                                                         | -                                                                      |                                                                        |
| 29-5-1994                                                              | Tokyo                                                                  | Giappone                                                               | 1 – 4                                                                  | Francia                                                                | Kirin Cup 1994                                                         | -                                                                      |                                                                        |
| 8-10-1994                                                              | Saint-Étienne                                                          | Francia                                                                | 0 – 0                                                                  | Romania                                                                | Qual. Euro 1996                                                        | -                                                                      |                                                                        |
| 16-11-1994                                                             | Zabrze                                                                 | Polonia                                                                | 0 – 0                                                                  | Francia                                                                | Qual. Euro 1996                                                        | -                                                                      |                                                                        |
| 18-1-1995                                                              | Utrecht                                                                | Paesi Bassi                                                            | 0 – 1                                                                  | Francia                                                                | Amichevole                                                             | -                                                                      |                                                                        |
| 16-8-1995                                                              | Parigi                                                                 | Francia                                                                | 1 – 1                                                                  | Polonia                                                                | Qual. Euro 1996                                                        | -                                                                      |                                                                        |
| 11-10-1995                                                             | Bucarest                                                               | Romania                                                                | 1 – 3                                                                  | Francia                                                                | Qual. Euro 1996                                                        | 1                                                                      |                                                                        |
| 15-11-1995                                                             | Caen                                                                   | Francia                                                                | 2 – 0                                                                  | Israele                                                                | Qual. Euro 1996                                                        | -                                                                      |                                                                        |
| 24-1-1996                                                              | Parigi                                                                 | Francia                                                                | 3 – 2                                                                  | Portogallo                                                             | Amichevole                                                             | -                                                                      |                                                                        |
| 21-2-1996                                                              | Nîmes                                                                  | Francia                                                                | 3 – 1                                                                  | Grecia                                                                 | Amichevole                                                             | -                                                                      |                                                                        |
| 27-3-1996                                                              | Bruxelles                                                              | Belgio                                                                 | 0 – 2                                                                  | Francia                                                                | Amichevole                                                             | -                                                                      |                                                                        |
| 29-5-1996                                                              | Strasburgo                                                             | Francia                                                                | 2 – 1                                                                  | Finlandia                                                              | Amichevole                                                             | -                                                                      |                                                                        |
| 1-6-1996                                                               | Stoccarda                                                              | Germania                                                               | 0 – 1                                                                  | Francia                                                                | Amichevole                                                             | -                                                                      |                                                                        |
| 5-6-1996                                                               | Villeneuve-d'Ascq                                                      | Francia                                                                | 2 – 0                                                                  | Armenia                                                                | Amichevole                                                             | -                                                                      |                                                                        |
| 10-6-1996                                                              | Newcastle upon Tyne                                                    | Francia                                                                | 1 – 0                                                                  | Romania                                                                | Euro 1996 - 1º turno                                                   | -                                                                      |                                                                        |
| 15-6-1996                                                              | Leeds                                                                  | Francia                                                                | 1 – 1                                                                  | Spagna                                                                 | Euro 1996 - 1º turno                                                   | -                                                                      |                                                                        |
| 18-6-1996                                                              | Newcastle upon Tyne                                                    | Francia                                                                | 3 – 1                                                                  | Bulgaria                                                               | Euro 1996 - 1º turno                                                   | -                                                                      |                                                                        |
| 22-6-1996                                                              | Liverpool                                                              | Francia                                                                | 0 – 0 dts (5 – 4 dtr)                                                  | Paesi Bassi                                                            | Euro 1996 - Quarti di finale                                           | -                                                                      |                                                                        |
| 31-8-1996                                                              | Parigi                                                                 | Francia                                                                | 2 – 0                                                                  | Messico                                                                | Amichevole                                                             | -                                                                      |                                                                        |
| 9-10-1996                                                              | Parigi                                                                 | Francia                                                                | 4 – 0                                                                  | Turchia                                                                | Amichevole                                                             | -                                                                      |                                                                        |
| 9-11-1996                                                              | Copenaghen                                                             | Danimarca                                                              | 1 – 0                                                                  | Francia                                                                | Amichevole                                                             | -                                                                      |                                                                        |
| 22-1-1997                                                              | Braga                                                                  | Portogallo                                                             | 0 – 2                                                                  | Francia                                                                | Amichevole                                                             | -                                                                      |                                                                        |
| 26-2-1997                                                              | Parigi                                                                 | Francia                                                                | 2 – 1                                                                  | Paesi Bassi                                                            | Amichevole                                                             | -                                                                      |                                                                        |
| 3-6-1997                                                               | Lione                                                                  | Francia                                                                | 1 – 1                                                                  | Brasile                                                                | Torneo di Francia                                                      | -                                                                      |                                                                        |
| 11-6-1997                                                              | Parigi                                                                 | Francia                                                                | 2 – 2                                                                  | Italia                                                                 | Torneo di Francia                                                      | -                                                                      |                                                                        |
| 25-3-1998                                                              | Mosca                                                                  | Russia                                                                 | 0 – 0                                                                  | Francia                                                                | Amichevole                                                             | -                                                                      |                                                                        |
| 22-4-1998                                                              | Solna                                                                  | Svezia                                                                 | 0 – 0                                                                  | Francia                                                                | Amichevole                                                             | -                                                                      |                                                                        |
| 29-5-1998                                                              | Casablanca                                                             | Marocco                                                                | 2 – 2 (6 - 5 dtr)                                                      | Francia                                                                | Trofeo di calcio Hassan II 1998                                        | -                                                                      |                                                                        |
| 5-6-1998                                                               | Helsinki                                                               | Finlandia                                                              | 0 – 1                                                                  | Francia                                                                | Amichevole                                                             | -                                                                      |                                                                        |
| 24-6-1998                                                              | Lione                                                                  | Francia                                                                | 2 – 1                                                                  | Danimarca                                                              | Mondiali 1998 - 1º turno                                               | -                                                                      |                                                                        |
| 3-7-1998                                                               | Saint-Denis                                                            | Italia                                                                 | 0 – 0 dts (3 – 4 dtr)                                                  | Francia                                                                | Mondiali 1998 - Quarti di finale                                       | -                                                                      |                                                                        |
| 8-7-1998                                                               | Saint-Denis                                                            | Francia                                                                | 2 – 1                                                                  | Croazia                                                                | Mondiali 1998 - Semifinale                                             | -                                                                      |                                                                        |
| 12-7-1998                                                              | Saint-Denis                                                            | Brasile                                                                | 0 – 3                                                                  | Francia                                                                | Mondiali 1998 - Finale                                                 | -                                                                      | [ 6 ]                                                                  |
| 19-8-1998                                                              | Vienna                                                                 | Austria                                                                | 2 – 2                                                                  | Francia                                                                | Amichevole                                                             | -                                                                      |                                                                        |
| 5-9-1998                                                               | Reykjavík                                                              | Islanda                                                                | 1 – 1                                                                  | Francia                                                                | Qual. Euro 2000                                                        | -                                                                      |                                                                        |
| 31-3-1999                                                              | Saint-Denis                                                            | Francia                                                                | 2 – 0                                                                  | Armenia                                                                | Qual. Euro 2000                                                        | -                                                                      |                                                                        |
| 9-6-1999                                                               | Barcellona                                                             | Andorra                                                                | 2 – 3                                                                  | Francia                                                                | Qual. Euro 2000                                                        | -                                                                      |                                                                        |
| 4-9-1999                                                               | Kiev                                                                   | Ucraina                                                                | 0 – 0                                                                  | Francia                                                                | Qual. Euro 2000                                                        | -                                                                      |                                                                        |
| 8-9-1999                                                               | Erevan                                                                 | Armenia                                                                | 2 – 3                                                                  | Francia                                                                | Qual. Euro 2000                                                        | -                                                                      |                                                                        |
| 6-6-2000                                                               | Casablanca                                                             | Marocco                                                                | 1 – 5                                                                  | Francia                                                                | Trofeo di calcio Hassan II 2000 - Finale                               | -                                                                      |                                                                        |
| 21-6-2000                                                              | Amsterdam                                                              | Paesi Bassi                                                            | 3 – 2                                                                  | Francia                                                                | Euro 2000 - 1º turno                                                   | -                                                                      |                                                                        |
| 16-8-2000                                                              | Marsiglia                                                              | Francia                                                                | 5 – 1                                                                  | World Stars                                                            | Amichevole                                                             | -                                                                      |                                                                        |
| 7-10-2000                                                              | Johannesburg                                                           | Sudafrica                                                              | 0 – 0                                                                  | Francia                                                                | Amichevole                                                             | -                                                                      |                                                                        |
| 24-3-2001                                                              | Saint-Denis                                                            | Francia                                                                | 5 – 0                                                                  | Giappone                                                               | Amichevole                                                             | -                                                                      |                                                                        |
| 28-3-2001                                                              | Valencia                                                               | Spagna                                                                 | 2 – 1                                                                  | Francia                                                                | Amichevole                                                             | -                                                                      |                                                                        |
| 1-6-2001                                                               | Taegu                                                                  | Australia                                                              | 1 – 0                                                                  | Francia                                                                | Conf. Cup 2001 - 1º turno                                              | -                                                                      |                                                                        |
| 7-6-2001                                                               | Suwon                                                                  | Francia                                                                | 2 – 1                                                                  | Brasile                                                                | Conf. Cup 2001 - Semifinale                                            | -                                                                      |                                                                        |
| 10-6-2001                                                              | Yokohama                                                               | Giappone                                                               | 0 – 1                                                                  | Francia                                                                | Conf. Cup 2001 - Finale                                                | -                                                                      | [ 7 ]                                                                  |
| 11-11-2001                                                             | Melbourne                                                              | Australia                                                              | 1 – 1                                                                  | Francia                                                                | Amichevole                                                             | -                                                                      |                                                                        |
| 27-3-2002                                                              | Saint-Denis                                                            | Francia                                                                | 5 – 0                                                                  | Scozia                                                                 | Amichevole                                                             | -                                                                      |                                                                        |
| Totale                                                                 |                                                                        | Presenze                                                               | 53                                                                     |                                                                        | Reti                                                                   | 1                                                                      |                                                                        |

## Palmarès

### Club

#### Competizioni nazionali
- Campionato francese: 1

Nantes: 1994-1995
- Supercoppa di Spagna: 1

Real Madrid: 1997
- Campionato greco: 2

Olympiakos: 2001-2002, 2002-2003

#### Competizioni internazionali
- UEFA Champions League: 2

Real Madrid: 1997-1998, 1999-2000
- Coppa Intercontinentale: 1

Real Madrid: 1998

### Nazionale
- Campionato mondiale: 1

1998
- Campionato d'Europa: 1

2000
- Confederations Cup: 1

2001

### Individuale
- Calciatore dell'Oceania dell'anno: 2

1995, 1998